# Don't Leave Me Now
Pour la chanson de Supertramp, voir ...Famous Last Words....
Singles de Pink Floyd
Comfortably Numb
(1980) When the Tigers Broke Free
(1982)
Pistes de The Wall
One of My Turns Another Brick in the Wall (Part 3)
Don't Leave Me Now est une chanson du groupe de rock progressif britannique Pink Floyd. Elle apparaît sur l'album The Wall sorti en 1979.

## Composition
La chanson est en mi majeur sur une mesure de 12/8. La musique est sombre, comme les paroles, chantées par Roger Waters. Le tempo est très lent et la mélodie est presque répétitive. L'orgue et les synthétiseurs sont omniprésents tout au long de la chanson, jusqu'à ce que la batterie et la guitare arrivent. Là, David Gilmour chante ses « oooh babe! » avant la fin de la chanson, enchaînant avec la dernière partie d'Another Brick in the Wall.

## Analyse des paroles
Comme les autres chansons de The Wall, Don't Leave Me Now raconte une partie de l'histoire de Pink, le personnage principal de l'album. Dans cette chanson, Pink essaie de trouver un moyen pour punir l'infidélité de sa femme. À ce stade de l'album, il la blâme car elle le fait souffrir. Roger Waters, l'auteur de la chanson, explique :
« Beaucoup d'hommes et de femmes se sentent mêlés l'un à l'autre pour beaucoup de mauvaises raisons, et ils deviennent très agressifs l'un envers l'autre et se font beaucoup de mal. Si tu repars de là, ma théorie c'est qu'ils font ça parce qu'ils n'ont jamais vraiment été capables d'être eux-mêmes, et puis les gens subissent beaucoup de pressions pour se marier, du moins quand ils arrivent à la trentaine, pas avant. Je pense que beaucoup de gens ne devraient pas se marier avant d'être assez forts pour être eux-mêmes. C'est très facile de faire semblant d'être quelque chose que tu n'es pas. Aussi loin que je me souvienne, je n'ai, bien sûr, jamais frappé de femmes, et j'espère que je ne le ferai jamais. Mais beaucoup de gens l'ont fait. Beaucoup de femmes ont frappé des hommes, aussi, et il y a souvent beaucoup de violence dans les relations qui ne marchent pas. »

## Version du film
Dans le film adapté de l'album, Pink Floyd The Wall, Il voit sa femme avoir une aventure avec un autre homme alors plus tard, Pink est étendu dans sa piscine, avec sa main coupée et sanglante.

## Musiciens
- David Gilmour - guitares, chant, souffle
- Nick Mason - batterie
- Roger Waters -  chant, basse
- Richard Wright - orgue, piano, synthétiseur